# 畠澤諭
畠澤 諭（はたざわ さとし、1998年5月27日 - ）は、ジャパンラグビーリーグワン日本製鉄釜石シーウェイブスに所属するラグビー選手。

## プロフィール
- 新潟県出身[1]。
- ポジションはロック(LO)。
- 身長 192 cm、体重 108 kg

## 略歴
2017年、開志国際高校卒業後、立命館大学に入る。
2022年、静岡ブルーレヴズに加入。
2024年、日本製鉄釜石シーウェイブスに加入。同年12月21日に行われたJAPAN RUGBY LEAGUE ONE第1節キューデンヴォルテクス戦にて先発出場でリーグワン公式戦初出場を果たした。